# ویرا لین
دیم ویرا لین (به انگلیسی: Vera Lynn) (متولد ۲۰ مارس ۱۹۱۷ – درگذشته ۱۸ ژوئن ۲۰۲۰) خواننده، ترانه سرا و بازیگر بریتانیایی بود. ویرا لین در زمان جنگ جهانی دوم، زمانی که به او لقب دلبر نظامی داده بودند با ترانه‌هایی همچون دوباره همدیگر را خواهیم دید و صخره‌های سفید دوور به شهرتی جهانی دست یافت.

## سالهای اولیه زندگی
لین با نام ویرا مارگارت ولچ در ۲۰ مارس ۱۹۱۷ در ایست هام، سپس در ایسکس، مکانی که امروزه بخشی از لندن بزرگ محسوب می‌شود چشم به جهان گشود.پدرش لوله کش بود و ویرا با لهجهٔ لندنی والدین خود، چیزی که هرگز آنرا ترک نکرد، بزرگ شد.در هفت سالگی در یک کلوپ کارگری مردانه شروع به خواندن کرد و بعدها نام دوشیزگی مادربزرگ خود را برای حضور در صحنه خوانندگی، برای خود برگزید.در سال ۱۹۳۵ برای اولین بار، آهنگی از او همراه با اجرای گروه ارکستر جو لاس در رادیو پخش شد.او که پیش از آن، بدلیل کارهای مشترکش با گروه‌های جو لاس و چارلی کونز به شهرت رسیده بود، اولین کار انفرادی خود را در سال ۱۹۳۶ با عنوان بر فراز وودن هیل تا بدفوردشایر عرضه کرد.لین بعدها به گروه رقص برت آمبروس پیوست.